# Richard Thompson (musicus)

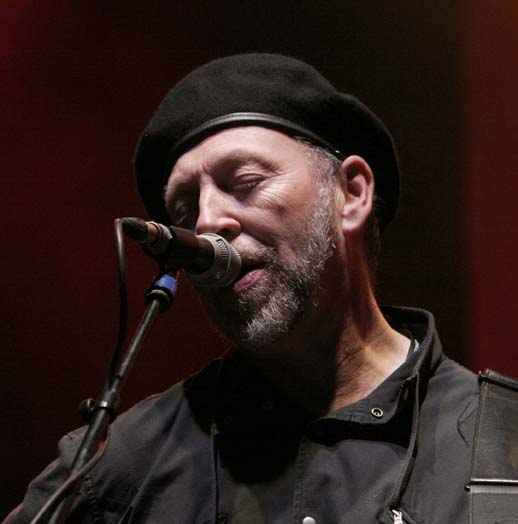
Richard Thompson (2005)

Richard John Thompson (Londen, 3 april 1949) is een Brits zanger en gitarist. Als gitarist geldt hij tot op heden als inventief en technisch zeer begaafd. 
Thompson werd op jonge leeftijd vooral bekend als lid van Fairport Convention, een invloedrijke folkrockband die mede door hemzelf was opgericht en die in de daaropvolgende jaren een belangrijk stempel drukte op de Britse folkrock. Nadat hij deze band had verlaten begon hij een solocarrière. Hij vormde enkele jaren lang een duo met zijn toenmalige vrouw, de folkzangeres Linda Pettifer (beter bekend als Linda Thompson). Twee van hun kinderen – Teddy (1976) en Kamila (1983) – zijn eveneens actief als zanger en gitarist, net als een kleinzoon van Richard en Linda Thompson, Zak Hobbs.

## Carrière

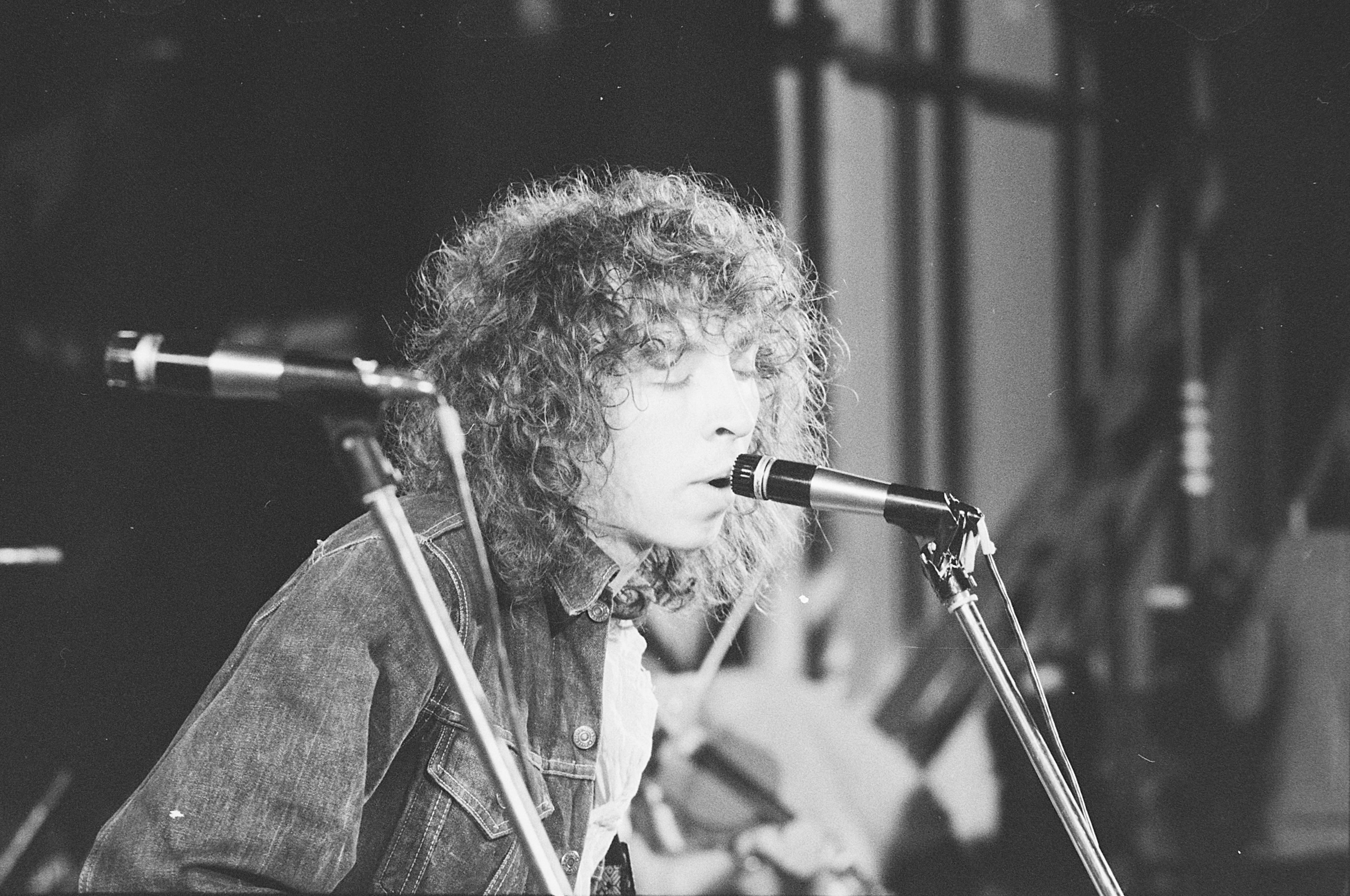
Richard Thompson (Kralingen 1970)

Thompson werd geboren in een muzikale familie. In zijn jeugd werd hij beïnvloed door de destijds opkomende rock-'n-roll en de jazz en Schotse folkmuziek uit zijn vaders platencollectie. Terwijl hij in het Londense Highgate op school zat, richtte hij samen met Hugh Cornwell (de latere zanger en gitarist van The Stranglers) zijn eerste eigen band op, "Emil and the Detectives" (een verwijzing naar het bekende kinderboek uit 1929 van Erich Kästner).
In 1967 was Thompson een van de oprichters van Fairport Convention. Behalve gitarist was hij ook een van de belangrijkste songschrijvers van deze band. Begin 1971 verliet hij de band. De eerste tijd daarna deed hij veel sessiewerk en speelde onder andere op platen van Sandy Denny, Nick Drake en Al Stewart.

### Jaren met Linda Peters (1972 - 1982)
In oktober 1972 trouwde hij met Linda Peters, met wie hij van 1973 tot 1982 het duo Richard and Linda Thompson vormde. In 1972 verscheen ook zijn eerste album, Henry The Human Fly, waarop onder meer Linda meezong. Aan dit album werkten verder onder meer Sandy Denny en Ashley Hutchings mee. Het album verkocht echter niet goed en kreeg in de pers overwegend negatieve beoordelingen. 
Het duo Richard en Linda Thompson bracht tot en met 1975 in totaal drie albums uit. Het eerste album dat ze ook officieel samen maakten was I Want to See the Bright Lights Tonight (1973). In 1975 verhuisde het echtpaar naar een soefistische commune en bekeerden zij zich tot de islam. In 1978 verlieten de twee de commune weer, ze bleven overigens wel moslim. In dat jaar verscheen ook weer een nieuw album. Vanwege de slechte verkoopresultaten van dit album en de opvolger werd hun platencontract in 1979 niet verlengd. Dankzij financiële ondersteuning van Gerry Rafferty kon er in 1980 toch nog een album worden opgenomen, maar geen enkele platenmaatschappij wilde het uitbrengen. 
Voor Joe Boyd’s Hannibal label werd in 1981 nog een album opgenomen. Linda Thompson was tijdens de opnamen zwanger, en het album werd achtergehouden tot het tweetal weer op tournee kon. Richard maakte in de tussentijd een solo-tournee door de Verenigde Staten en begon een relatie met Nancy Covey. 
In december 1981 scheidden Richard en Linda. Het laatste album dat de twee gezamenlijk maakten, Shoot Out The Lights, verscheen in 1982 en was een redelijk commercieel succes. Na een tournee door de Verenigde Staten gingen de twee ook als artiesten uit elkaar.

### Solocarrière

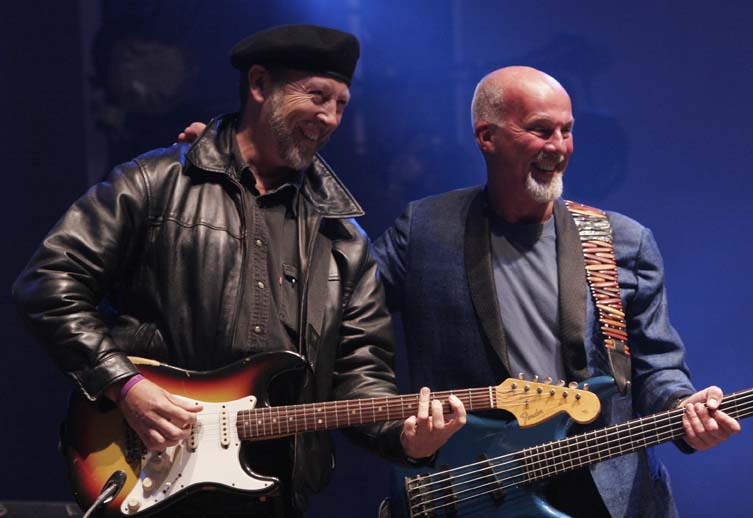
Richard Thompson samen met David Pegg, 2007

Sinds 1983 werkt Richard Thompson voornamelijk solo. In 1985 verhuisde hij naar Californië en hertrouwde hij met Covey. In dezelfde tijd ging hij de samenwerking aan met platenmaatschappij Capitol Records. Vanaf 1985 bracht hij samen met gitarist Clive Gregson en folkzangeres Christine Collister nieuwe muziek uit.
Het solo-album Rumor And Sigh uit 1991 werd zijn grootste commerciële succes; dit album werd genomineerd voor de Grammy van 1992. De single I Feel So Good werd een kleine hit. Andere bekende nummers van dit album zijn 1952 Vincent Black Lightning en Keep Your Distance (later gecoverd door Buddy Miller en diens vrouw Julie).. Twee jaar later kwam Thompsons volgende eigen studio-album bij Capitol uit, Mirror Blue, dat echter weer minder succes had dan het vorige. 
Thompson trad in deze tijd onder meer op samen met Nanci Griffith.
Hierna bleven verdere echte successen uit. In 2001 wees Thompson de verlenging van zijn contract bij Capitol af. Sindsdien verschijnen zijn platen op het kleine en onafhankelijke Cooking Vinyl-label.

### Onderscheidingen
Begin 2011 kreeg hij vanwege zijn verdiensten op muzikaal gebied de Orde van het Britse Rijk toegekend. In de zomer van 2011 ontving hij een eredoctoraat aan de universiteit van Aberdeen.

## Discografie
- 1970 Matthews' Southern Comfort (met Matthews Southern Comfort)
- 1972 Henry The Human Fly
- 1972 Rock On (The Bunch)
- 1974 I Want To See The Bright Lights Tonight (Richard and Linda Thompson)
- 1975 Hokey Pokey (Richard and Linda Thompson)
- 1975 Pour Down Like Silver (Richard and Linda Thompson)
- 1978 First Light (Richard and Linda Thompson)
- 1979 Sunnyvista (Richard and Linda Thompson)
- 1981 Strict Tempo!
- 1982 Shoot Out The Lights (Richard and Linda Thompson0
- 1983 Hand Of Kindness
- 1984 Small Town Romance
- 1985 Across A Crowded Room
- 1986 Daring Adventures
- 1987 Live, Love, Larf & Loaf (French, Frith, Kaiser, Thompson)
- 1987 The Marksman (Music From The BBC TV Series)
- 1988 Amnesia
- 1989 Hard Cash soundtrack
- 1990 Invisible Means (French, Frith, Kaiser, Thompson)
- 1991 Rumor And Sigh
- 1991 Saturday Rolling Around (The GPs)
- 1991 Sweet Talker soundtrack
- 1994 Mirror Blue
- 1996 you? me? us?
- 1997 Industry (Richard Thompson & Danny Thompson)
- 1998 The Bones of all Men (Philip Pickett and Richard Thompson)
- 1999 Mock Tudor
- 2003 The Old Kit Bag
- 2003 Ducknapped!
- 2003 1000 Years of Popular Music
- 2005 Live From Austin, TX
- 2005 Front Parlour Ballads
- 2005 Grizzly Man (Music From the Werner Herzog documentary)
- 2007 A beautiful Lie
- 2007 Sweet Warrior
- 2010 Dream Attic
- 2013 Electric
- 2014 Acoustic Classics
- 2015 Still
- 2017 Acoustic Classics II
- 2018 13 Rivers
- 2024 Ship to Shore

## Hitnotering
| Album met eventuele hitnotering(en) in de Nederlandse Album Top 100 | Datum van verschijnen | Datum van binnenkomst | Hoogste positie | Aantal weken | Opmerkingen |
| ------------------------------------------------------------------- | --------------------- | --------------------- | --------------- | ------------ | ----------- |
| Dream Attic                                                         | 2010                  | 11-09-2010            | 98              | 1            |             |
| Electric                                                            | 2013                  | 16-02-2013            | 61              | 1*           |             |

| Album met hitnotering(en) in de Vlaamse Ultratop 200 albums | Datum van verschijnen | Datum van binnenkomst | Hoogste positie | Aantal weken | Opmerkingen |
| ----------------------------------------------------------- | --------------------- | --------------------- | --------------- | ------------ | ----------- |
| Electric                                                    | 2013                  | 23-02-2013            | 44              | 1*           |             |